# Libocedrus yateensis
Libocedrus yateensis é uma espécie de conífera da família Cupressaceae.
Apenas pode ser encontrada na Nova Caledónia.
Está ameaçada por perda de habitat.